# L'Atlantide (film 1921)
L'Atlantide è un film del 1921 diretto da Jacques Feyder.
È la prima trasposizione cinematografica dell'omonimo romanzo fantastico-avventuroso di Pierre Benoit.

## Trama
Due militari della Legione straniera, il capitano Morhange e il suo luogotenente Saint-Avit, nel corso di una missione in una remota zona del deserto si smarriscono e vagano senza mèta. Senza un'esatta cognizione del percorso intrapreso, i due giungono in un'area apparentemente ospitale e, comunque, civilizzata. Giunti nella zona vengono catturati e, in poco tempo, si rendono conto di aver trovato la mitica Atlantide. La città, ricca di strutture sontuose, diventa così la loro prigione. Vengono accompagnati al cospetto della regina Antinea. La regina prova per la prima volta l'amore per il capitano, proprio perché questi non subisce il suo fascino, in compenso il tenente si innamora della regina e prova gelosia per il capitano, ritenendo a torto che questo abbia una relazione costante e ricambiata con Antinea. La regina, vistasi respinta dal capitano decide di farlo morire e all'uopo si serve del tenente, dopo averlo stordito con una sigaretta drogata. Questi quindi uccide il capitano con un martello d'oro. La regina si pente dell'omicidio, mentre il tenente, con l'aiuto dell'assistente della regina innamorata di lui, riesce a fuggire. Dopo aver attraversato il deserto e aver visto morire la ragazza, viene ritrovato per caso stremato da una compagnia di commilitoni. Passano gli anni, ma alla fine vuole ritornare da Antinea e con un commilitone e una guida riparte verso l'ignoto, spinto dal bisogno di avventura e conoscenza dell'uomo.

## Produzione

### Genesi del film
Nel 1919 esce il romanzo L'Atlantide di Pierre Benoît, che, seppure ritenuto mediocre da alcuni, era avvincente diventando subito un best seller. Jacques Feyder (1888 - 1948), un ex attore ed assistente belga, ne resta affascinato. È stato da poco allontanato dalla Gaumont ed è alla ricerca di un grandioso riscatto. L'Atlantide si presenta come un soggetto ideale: una congerie di miti romantici e decadenti che ancora sopravvivono in un'isola incantata ai confini del mondo colonizzato, nella regione desertica dell'Hahggar.

### Aspettative
Nelle intenzioni di Louis Aubert, che finanziò la pellicola, il film doveva emulare il successo dei kolossal prodotti in quegli anni in Italia (Cabiria, Quo vadis?), ma i risultati, superata una fase di iniziale entusiasmo, furono inferiori alle aspettative.
Acquisiti i diritti d'autore, Feyder parte alla ricerca di capitali: non è ancora un regista molto conosciuto, ma osa proporre cifre milionarie, impensabili per il cinema francese di quegli anni. Un prestito della banca Thalman e l'intervento risolutivo di Louis Aubert, convinto della risonanza mondiale del romanzo di Benoit, rendono possibile la realizzazione di questa impresa colossale, che trova forse solo in Cabiria di Pastrone un suo analogo: l'investimento ottenuto da Feyder fu infatti di 2 milioni di franchi. Una cifra quasi inconcepibile per il cinema di quegli anni. Aubert garantisce un lancio pubblicitario in grande stile, ma esige la presenza di una star nel cast: per vestire i panni della misteriosa Antinea viene scelta la prosperosa Stacia Napierkowska, la cui interpretazione verrà duramente criticata.

### Lavorazione
Feyder parte dunque alla volta dell'Algeria con l'intenzione di andare a girare a Toggurt, a 800 km da Algeri. Ci riuscirà nonostante l'opinione sfavorevole dello stesso Benoit che gli aveva suggerito di girare nella più domestica Fontainebleau.
La scelta di allestire il set sui luoghi del romanzo si rivela vincente: la grande vedette di questo film è il deserto dirà poi Delluc. Lo scenografo Manuel Orazi dà il meglio di sé nella realizzazione delle scenografie del palazzo di Antinea, allestite in un teatro di posa nei pressi di Algeri. La lavorazione fu particolarmente sofferta: la scelta di girare gli esterni nel Sahara algerino per dare un impianto realistico alle riprese, comportò una serie di pericoli (compreso un assalto di indigeni) tali da richiedere per la troupe una scorta armata. Feyder puntò tanto sul mistero quanto sulla psicologia, e sulla figura di Antinea (femme fatale per antonomasia) e sui paesaggi del deserto. Al caldo proibitivo e alle malattie (una delle quali fu poi fatale per l'attrice Marie-Louise Iribe) si aggiunsero crescenti spese di produzione e i capricci della diva Stacia Napierkowska, ballerina famosa e già interprete di famosi film dell'epoca del muto, come Cléopatre (Cleopatra, 1910), Notre-Dame de Paris (1911) dove interpretava Esmeralda, Les Vampires (Vampiri, 1915), ma attrice, a detta dei commentatori del tempo, priva di fascino e di talento.
La Napierkowska (Parigi, 1886-1945) fu la protagonista tra l'altro di uno dei primi casi di censura cinematografica con il film di Ugo Falena, uno dei grandi del cinema muto italiano, Modella (1916, anche conosciuto con i titoli Flora la modella o Effetti di luce), in cui alcune scene ed alcune didascalie furono modificate. Anche il titolo originale Nudo, come dal soggetto dell'autore Washington Borg, dovette essere modificato.

### Restauro
Nel 1992 la XXI Mostra Internazionale del Cinema Libero di Bologna ha presentato una rara copia a colori del film di Feyder ritrovata dal Nederlands Filmmuseum.
«Copia conservata presso gli Archives du Film del Centre National de la Cinématographie. Atlantide è stato restaurato dal Nederlands Filmmuseum in collaborazione con gli Archives du Film del Centre National de la Cinématographie. Per il lavoro di restauro sono state utilizzate due copie, entrambe colorate. La prima copia, proveniente dal NFM, con didascalie in olandese; la seconda con didascalie in francese. La copia olandese, ricavata a partire da un positivo nitrato originale, è stata utilizzata per la buona qualità delle immagini e delle colorazioni. La copia francese, invece, è stata utilizzata esclusivamente per le didascalie, con l'obiettivo di salvaguardare i caratteri grafici e le decorazioni originali.»

## Accoglienza
Il film uscirà a Parigi nel giugno del 1921 riscuotendo grande successo (resterà in cartellone per più di un anno): Feyder «è un uomo che ha osato», come si legge in una pubblicità Aubert dell'epoca. Anche se per la critica di allora, fu considerato lungo e ripetitivo, difetto che offuscava i pregi della fotografia e la cura della ricostruzione storica, e partiva già smorzato nella tensione a causa della scelta di far raccontare al protagonista la misteriosa avventura da lui vissuta.
Il primo adattamento cinematografico del romanzo di Benoit in America circolò inizialmente con lo strano titolo Missing Husbands, in Germania come Die Loreley der Sahara. Da questa pellicola in poi la carriera di Feyder divenne estremamente prestigiosa e l'artista si segnalò per una serie di regie davvero apprezzabili. Venne anche invitato a lavorare a Hollywood, ma dopo cinque anni di permanenza nella Mecca del cinema preferì rientrare in Francia, dove riprese la sua attività con esito più felice. Celebre è la frase di Feyder che disse: «Tutto può essere portato sullo schermo, tradotto in immagini. Ma per farlo è necessario avere il senso del cinema.»

### Critica
(Corriere Milanese, 15 marzo 1923.)